# Кембридж (Меріленд)
Кембридж (англ. Cambridge) — місто (англ. city) в США, в окрузі Дорчестер штату Меріленд. Населення — 13 096 осіб (2020).

## Географія
Кембридж розташований за координатами 38°33′26″ пн. ш. 76°4′33″ зх. д. / 38.55722° пн. ш. 76.07583° зх. д. (38.557254, -76.075707).  За даними Бюро перепису населення США в 2010 році місто мало площу 32,74 км², з яких 26,78 км² — суходіл та 5,95 км² — водойми.

## Демографія
Згідно з переписом 2010 року, у місті мешкало 12 326 осіб у 5144 домогосподарствах у складі 3040 родин. Густота населення становила 377 осіб/км².  Було 6228 помешкань (190/км²).
Расовий склад населення:
| - 47,9 % — чорних або афроамериканців - 45,9 % — білих - 1,3 % — азіатів - 0,4 % — корінних американців - 2,0 % — осіб інших рас |

До двох чи більше рас належало 2,5 %. Частка іспаномовних становила 4,9 % від усіх жителів.
За віковим діапазоном населення розподілялося таким чином: 24,5 % — особи молодші 18 років, 60,1 % — особи у віці 18—64 років, 15,4 % — особи у віці 65 років та старші. Медіана віку мешканця становила 37,6 року. На 100 осіб жіночої статі у місті припадало 84,5 чоловіків;  на 100 жінок у віці від 18 років та старших — 79,3 чоловіків також старших 18 років.
Середній дохід на одне домашнє господарство  становив 48 632 долари США (медіана — 35 354), а середній дохід на одну сім'ю — 57 050 доларів (медіана — 40 417). Медіана доходів становила 39 963 долари для чоловіків та 34 009 доларів для жінок. За межею бідності перебувало 26,2 % осіб, у тому числі 45,4 % дітей у віці до 18 років та 11,9 % осіб у віці 65 років та старших.
Цивільне працевлаштоване населення становило 5534 особи. Основні галузі зайнятості: освіта, охорона здоров'я та соціальна допомога — 28,6 %, мистецтво, розваги та відпочинок — 14,0 %, роздрібна торгівля — 13,7 %.